# Gazapo (álbum)
Gazapo es un disco del grupo mexicano Belafonte Sensacional, lanzado el 17 de junio de 2014. Fue relanzado en formato casete en agosto de 2019.

## Contenido
El disco fue el primero en ser grabado en conjunto con una banda formal, luego de que Israel Ramírez trabajara de una manera más individual en su disco anterior, Le petite riot y necesitara de un grupo para tocar sus composiciones en vivo.

### Lírico
El título del disco refiere a la novela homónima de Gustavo Sainz, Gazapo.

Primero, me enamoró la novela de Saínz: la historia de amor entre Menelao y Gisela y todas las aventuras que le suceden a ese adolescente en la Ciudad de México de los años sesenta. Me enamoró tanto que le hice una canción, una interpretación muy subjetiva de la novela y de cómo se relaciona con mi propia vida. Creo que todos fuimos alguna vez Menelao y algunas otras Gisela. Por otro lado, me atraparon los significados de gazapo: cosa malsonante, cría de conejo, embuste o mentira
Israel Ramírez entrevistado por Juan Carlos Hidalgo

Las letras del disco están inspiradas e influenciadas por la Ciudad de México, en miradas tanto descriptivas como las de su slang («Valedor», «El jam salvaje») como introspecciones de la vida del compositor de las canciones («Torreón», «¿Quién es San Charbel?»). 

## Lista de canciones
| Lista de canciones |                            |                                        |          |  |
| N.º                | Título                     | Escritor(es)                           | Duración |  |
| 1.                 | «Torreón»                  | Israel Ramírez / Belafonte Sensacional | 3:32     |  |
| 2.                 | «Gazapo»                   | Israel Ramírez / Belafonte Sensacional | 3:50     |  |
| 3.                 | «Fuera del amor»           | Israel Ramírez / Belafonte Sensacional | 4:11     |  |
| 4.                 | «Familiares ricos»         | Israel Ramírez / Belafonte Sensacional | 2:42     |  |
| 5.                 | «Valedor»                  | Israel Ramírez / Belafonte Sensacional | 3:48     |  |
| 6.                 | «El jam salvaje»           | Israel Ramírez / Belafonte Sensacional | 2:50     |  |
| 7.                 | «Como Kerouac on the road» | Israel Ramírez / Belafonte Sensacional | 3:13     |  |
| 8.                 | «¿Quién es San Charbel?»   | Israel Ramírez / Belafonte Sensacional | 3:12     |  |
| 9.                 | «Al armar»                 | Israel Ramírez / Belafonte Sensacional | 3:20     |  |
| 10.                | «Afuera está que llueve»   | Israel Ramírez / Belafonte Sensacional | 4:16     |  |
| 11.                | «Lo hice por el punk»      | Israel Ramírez / Belafonte Sensacional | 2:49     |  |

## Créditos y personal
- Israel Ramírez - voz y guitarra
- Luz Romo «Jérez Dulce» - voz, ukulele, cuatro venezolano y toys.
- Israel Pompa Alcalá - bajo
- Julio Cárdenas - guitarra eléctrica, xilófono.
- ElAle Guerrero - armónica y coros
- Alex Escalante - batería
- Mabel Jiménez: clarinete y jarana.
- Enrique A. Álvarez Sánchez «Gober» - coros
- Emmanuel García «Choby» - trompeta

### Músicos invitados
- Marco Antonio López: Solo de trompeta en «Lo hice por el punk».

### Personal
- Producción: Jorge Carlos Atristáin López.
- Ingenieros: Adrían Noroña Merki (Antarrec), Mario Frías (Fatman).
- Arte y Diseño: Maru Calva y Óscar Coyoli.